# Aleksej Nikolić
Aleksej Nikolić (* 21. Februar 1995 in Postojna) ist ein slowenischer Basketballspieler. Er spielte während seiner bisherigen Laufbahn unter anderem für KK Partizan Belgrad und Brose Bamberg. Mit der slowenischen Nationalmannschaft um Luka Dončić gelang ihm 2017 der Gewinn der Basketball-Europameisterschaft.

## Karriere
Nikolić begann seine basketballerische Laufbahn in seiner Geburtsstadt beim KD Postojna, für den bereits sein Vater David gespielt hatte, der nach seiner Karriere als Spieler selbst Trainer wurde. Sein Bruder Mitja wurde ebenfalls Basketballnationalspieler.
In seiner Jugend spielte Nikolić später für den KK Zlatorog Laško, bevor er bereits früh mit 16 Jahren seine Heimat verließ, um sich OKK Spars im bosnischen Sarajevo anzuschließen, wo er unter anderem mit dem ein Jahr älteren Adin Vrabac zusammenspielte. Während Vrabac bereits zur Bundesliga-Saison 2014/15 zum deutschen Erstligisten TBB Trier wechselte und dort nach dem Konkurs des Vereins eher gemischte Erfahrungen machte, wechselte schließlich auch Nikolić ein Jahr später nach Deutschland. Er unterschrieb für vier Jahre beim deutschen Meister Brose Bamberg, der ihn jedoch wegen Beschränkungen beim Einsatz ausländischer Spieler die ersten zwei Jahre zunächst vornehmlich bei seinem Farmteam, den Baunach Young Pikes, in der zweithöchsten Spielklasse ProA einsetzte. Gleichwohl kam Nikolić mittels Doppellizenz zu seiner deutschen Erstliga-Premiere beim deutlichen Heimsieg Mitte November 2015 über den Mitteldeutschen BC, bei dem er in gut 20 Minuten Einsatzzeit acht Punkte und zwei Assists erzielte. In der Saison 2015/16 stand er in der Bundesliga in zehn Spielen durchschnittlich 20,6 und in der EuroLeague-Runde 2015/16 in zwölf Spielen 5,1 Minuten auf dem Feld. In der folgenden Saison 2016/17 blieb sein Spielanteil mit 13 Begegnungen und im Schnitt 19,3 Minuten in der Bundesliga nahezu unverändert, während er seine Minuten in der EuroLeague-Spielzeit 2016/17 in 10 Spielen auf durchschnittlich 10,4 Minuten verdoppelte. In der Spielzeit 2017/18 wurde Nikolić endgültig in den Kader Brose Bambergs berufen und trat folglich nur noch in der Bundesliga und der EuroLeague-Saison 2017/18 an, steigerte seine Spielanteile deutlich auf durchschnittlich 18 Minuten in 28 Bundesliga- und 12 Minuten in 29 EuroLeague-Partien.
Im Zuge des Umbruchs in Bamberg nutzte Nikolić eine Ausstiegsoption und verließ den Klub, um bei KK Partizan Belgrad für die nächsten drei Jahre zu unterzeichnen und künftig eine größere Rolle mit mehr Verantwortung in der Mannschaft einnehmen zu können. Nach einem Jahr in Belgrad trennte er sich wieder von Partizan. Es folgten jeweils ein Spieljahr in Italien (Treviso) und Frankreich (Gravelines). In Gravelines empfahl er sich mit Mittelwerten von 11,1 Punkten, 4,6 Vorlagen und 3,4 Rebounds für einen Wechsel in die spanische Liga ACB, San Pablo Burgos nahm ihn im Sommer 2022 unter Vertrag. Für die Mannschaft bestritt er im Spieljahr 2021/22 eine Gesamtzahl von 21 ACB-Einsätzen (5,8 Punkte/Spiel).
Mitte Oktober 2022 stellte Dinamo Basket Sassari den Slowenen als Neuzugang vor. Den Verein verließ er im Dezember 2022 und ging innerhalb der Serie A zu Basket Brescia Leonessa. Im Mai 2023 nahm Nikolić einen weiteren Vereinswechsel vor und schloss sich dem spanischen Erstligisten CB Gran Canaria an.
Im Juli 2023 gab der französische Erstligaaufsteiger Élan Sportif Chalonnais die Verpflichtung des Slowenen bekannt. 2024 kehrte er mit dem Wechsel zu KK Cedevita Olimpija in sein Heimatland zurück. Er wurde mit der Mannschaft in der Saison 2024/25 slowenischer Meister und Pokalsieger.

## Nationalmannschaft
Nikolić durchlief in den verschiedenen Altersklassen die Nachwuchs-Auswahlmannschaften Sloweniens, die sich jedoch bei Endrunden um die Europameisterschaft (EM) nicht im Vorderfeld platzieren konnten. Höhepunkt war der Turniersieg der Division B bei der U16-EM 2011, mit dem sich die slowenische Nachwuchsauswahl zunächst einmal nach vier Jahren Abstinenz einen Platz im Kreis der 16 besten europäischen Auswahlmannschaften dieser Altersklasse zurückerkämpfte. Nach der U20-Junioren-EM 2014 nahm Herren-Nationaltrainer Jure Zdovc, zu seiner aktiven Zeit als Spieler auf Nikolić’ Position als Spielmacher agierend selbst Welt- und Europameister, mit in den Kader der Herrenauswahl bei der WM-Endrunde 2014 in Spanien. Hier erhielt Nikolić drei Kurzeinsätze, als die Mannschaft erst im Viertelfinale gegen den überlegenen Titelverteidiger Vereinigte Staaten ausschied. Ein Jahr später, als die U20-Auswahl nur knapp den Klassenerhalt in der Division A sicherstellen konnte, verzichtete Zdovc zunächst wieder auf Aleksej und nominierte seinen jedoch auf einer anderen Spielposition agierenden Bruder Mitja erstmals für einen Endrundenkader bei der EM-Endrunde 2015.
Bei der Basketball-Europameisterschaft 2017 gelang Nikolić mit der slowenischen Nationalmannschaft rund um den als besten Spieler des Turniers ausgezeichneten Goran Dragić und an der Seite von Luka Dončić der Gewinn der Goldmedaille.
2021 war Nikolić bei den Spielen in Tokio Mitglied der slowenischen Olympiamannschaft und wurde mit der Auswahl Vierter, kam aber im Turnierverlauf wenig zum Einsatz. Bei der Europameisterschaft 2022 schied er mit Slowenien im Viertelfinale aus.